# 東柱：時代詩情
是由韓國大鐘獎最佳導演李濬益執導，一部描寫朝鮮日治時期獨立運動詩人尹东柱（姜河那 飾）的黑白傳記電影，於2016年2月17日上映。
该片在韩国上映一周后，于2月24日突破损益平衡点27万观影人次。導演李濬益凭借本片與《思悼》，榮獲第52屆百想藝術大獎電影部門大賞。

## 演員陣容

### 主要演員
- 姜河那 飾演 尹東柱
- 朴正民 飾演 宋夢奎
- 金仁友 飾演 總督府高級督察

### 其他演員
- 崔宏一 飾演 東柱父親
- 金正八 飾演 夢奎父親
- 崔嬉序 飾演 久美
- 申允珠 飾演 李汝珍
- 成洪日 飾演 明熙祖
- 閔鎮雄 飾演 姜處中
- 金宇鎮 飾演 孝治教授
- 崔宗律 飾演 東柱祖父
- 李善珠 飾演 東柱母親
- 朴明申 飾演 夢奎母親
- 李嬪娜 飾演 東柱妹妹
- 文泰洪 飾演 東柱弟弟
- 崔正憲 飾演 文益焕
- 韓昌賢 飾演 李雄
- 武田裕光 飾演 看守長
- 横内祐樹 飾演 日高
- 鄭雲峰 飾演 尹致昊
- 韓昌賢 飾演 信二大佐
- 鄭準元 飾演 朝鮮留學生
- 尹定日 飾演 朝鮮留學生
- 金聖勳 飾演 中國人企業家
- 朴泰山 飾演 記錄員

### 特別演出
- 文盛瑾 飾演 鄭芝溶

## 制作
该片主体拍摄仅耗时19日，纯制作费约为6亿韩元。

## 獎項
| 年度 | 頒獎典禮                   | 獎項               | 入圍者             | 結果 |
| ---- | -------------------------- | ------------------ | ------------------ | ---- |
| 2016 | 第52屆百想藝術大獎         | 電影部門大賞       | 李濬益             | 獲獎 |
| 2016 | 第52屆百想藝術大獎         | 最佳影片           | 《東柱：時代詩情》 | 提名 |
| 2016 | 第52屆百想藝術大獎         | 最佳導演           | 李濬益             | 提名 |
| 2016 | 第52屆百想藝術大獎         | 最佳男子新人獎     | 朴正民             | 獲獎 |
| 2016 | 第52屆百想藝術大獎         | 最佳劇本           | 申渊植             | 提名 |
| 2016 | 第52屆百想藝術大獎         | 電影部門男子人氣獎 | 姜河那             | 提名 |
| 2016 | 第52屆百想藝術大獎         | 電影部門男子人氣獎 | 朴正民             | 提名 |
| 2016 | 第16屆韓國導演選擇獎       | 最佳男子新人獎     | 朴正民             | 獲獎 |
| 2016 | 第16屆韓國導演選擇獎       | 年度最佳作品       | 申渊植             | 獲獎 |
| 2016 | 第25屆釜日電影獎           | 最佳導演           | 李濬益             | 獲獎 |
| 2016 | 第25屆釜日電影獎           | 最佳男主角         | 姜河那             | 提名 |
| 2016 | 第25屆釜日電影獎           | 最佳男配角         | 朴正民             | 提名 |
| 2016 | 第25屆釜日電影獎           | 最佳男子新人獎     | 朴正民             | 提名 |
| 2016 | 第25屆釜日電影獎           | 最佳劇本           | 申渊植             | 獲獎 |
| 2016 | 第25屆釜日電影獎           | 最佳配樂           | Mowg               | 獲獎 |
| 2016 | 第36屆韩国电影评论家协会奖 | 最佳劇本           | 申渊植             | 獲獎 |
| 2016 | 第17屆釜山電影評論家協會獎 | 最佳劇本           | 申渊植             | 獲獎 |
| 2016 | 第37屆青龍電影獎           | 最佳影片           | 《東柱：時代詩情》 | 提名 |
| 2016 | 第37屆青龍電影獎           | 最佳導演           | 李濬益             | 提名 |
| 2016 | 第37屆青龍電影獎           | 最佳男子新人獎     | 朴正民             | 獲獎 |
| 2016 | 第37屆青龍電影獎           | 最佳劇本           | 申渊植             | 獲獎 |
| 2017 | 第22屆春史電影獎           | 最佳男配角         | 朴正民             | 獲獎 |

## 外部連結
- NAVER上《東柱：時代詩情》的資料
- Daum上《東柱：時代詩情》的資料

- 韩国电影数据库（KMDb）上《東柱：時代詩情》的資料
- 互联网电影数据库（IMDb）上《東柱：時代詩情》的资料（英文）
- 豆瓣电影上《東柱：時代詩情》的資料 （简体中文）
- 《東柱：時代詩情》在HanCinema的页面（英文）
- 開眼電影網上《東柱：時代詩情》的資料（繁體中文）
- Box Office Mojo上《東柱：時代詩情》的資料（英文）